# Bai Yushuang
Li Guizhen (en chino simplificado, 李桂珍; pinyin, Lǐ Guìzhēn; 1907–1942), más conocida por su nombre artístico Bai Yushuang (白玉霜, p Bái Yùshuāng, lit "Escarcha de Jade Blanca"), fue una cantante y actriz de ópera china Pingju. Fue una de las llamadas «Cuatro bailarinas famosas»» (四大名旦, Sì Dàmíng Dàn) y sigue siendo conocida como la «Reina del Pingju».

## Biografía
Li Guizhen nació en 1907 en el distrito de Guye, Hebei. Cuando era niña, sus padres la vendieron al artista ambulante Li Jingchun y a su esposa, la Sra. Bian, quienes la rebautizaron como Li Huimin (李慧敏, Lǐ Huìmǐn). Su situación dentro de la familia empeoró significativamente cuando la Sra. Bian dio a luz a un hijo, Li Guozhang. A partir de entonces se vio obligada a ganar dinero en la calle cantando historias acompañada de un pequeño tambor u otro instrumento. A los catorce años, comenzó a aprender pingju con Dong Faliang, interpretando papeles secundarios bajo el nombre artístico de «Bai Yushuang». Se hizo famosa en Beiping (ahora Pekín) y Tianjin por su rango extremo, desde notas muy altas hasta notas más bajas que las del erhu. Tras la muerte de Li Jingchun, su viuda, la señora Bian, compró más niñas de familias pobres. Una de ellas, Xiaodezi, de 4 años, fue rebautizada como Fuzi y se le ordenó que se refiriera a Li Guizhen como su madre.
Bai Yushuang comenzó a interpretar papeles principales para la Compañía de Ópera Yushun. Esta compañía era propiedad de la señora Bian, estaba dirigida por su hermano y acompañada por su hijo en el erhu, esta situación hizo que se la conociera generalmente como Compañía Li (Lijia Ban). Bai Yushuang finalmente cambió su nombre a Compañía de Ópera del Norte de China. Se hizo famosa como una artista «indecente» (en chino: 淫伶, yínlíng) y «contaminante» después de su actuación como espíritu de mosca en Atrapando moscas de 1933 (t 捉蒼蠅, s 捉苍蝇, Zhuō Cāngying), ya que su disfraz consistía únicamente en un dudou rojo y ropa blanca ajustada que llevaba debajo de unas bufandas largas, por lo que el alcalde de Pekín la expulsó de la ciudad por interpretar «letras obscenas». La revista china Vida de las mujeres informó con frialdad que «miles de millas cuadradas de territorio chino han sido ocupadas por los japoneses sin ninguna resistencia, pero si una mujer ofende la decencia pública, debe ser expulsada».
Tras mudarse a Shanghái en 1935, interpretó obras pingju junto a Ai Lianjun, Yu Lingzhi y Zhao Ruquan ante grandes audiencias en el Teatro Enpaiya y en una gira por diferentes ciudades como Suzhou, Wuxi y Nankín. El repertorio incluía obras como: Pan Jinlian, Primavera en el Salón de Jade (玉堂春, Yù Táng Chūn), El pequeño casamentero (t 紅娘, s 红娘, Hóngniáng), Yan Poxi y El rugido de la leona (t 河東獅吼, s 河东狮吼, Hédōng Shīhǒu). En esa época fue arrestada y acusada de asesinato, pero la Sra. Bian logró liberarla de los cargos y estos fueron desestimados.
Sus actuaciones fueron atacadas por los conservadores, pero defendidas por Zhao Jinshen y A Ying en la prensa, y los reformistas Tian Han, Hong Shen y Ouyang Yuqian trabajaron con ella para incorporar mensajes «antifeudalistas» en sus dramas históricos. En 1936 se convirtió en estrella de cine después de actuar en la película Begonia Roja (t 海棠紅, s 海棠红, Hǎitáng Hóng) del director de cine Zhang Shichuan y desde entonces se la consideró una de «Los Cuatro Dans Famosos», junto con Liu Cuixia, Ai Lianjun y Xi Cailian.
Se enamoró del músico de platillos Li Yongqi, pero la señora Bian impidió su matrimonio para proteger las ganancias que obtenía de su «árbol del dinero» (yaoqianshu). La pareja se fugó a su ciudad natal en el condado de Ba, Hebei, en febrero de 1937. Allí ella vistió y vivió como una campesina durante seis meses antes de que la Sra. Bian finalmente lograra negociar su regreso y el de la compañía a Tianjin y Pekín. En la época de la ocupación japonesa de la ciudad, a Bai Yushuang le diagnosticaron cáncer de útero. Recibió tratamiento en el hospital alemán de Pekín y su suplente Fuzi —que actuaba bajo el nombre de Pequeña Bai Yushuang (小白玉霜, p Xiao Bái Yùshuāng)— sólo la reemplazó cuando estaba demasiado enferma para actuar.
En la primavera de 1942, Li Guizhen regresó a Tianjin y descubrió que sus cuentas bancarias y sus propiedades habían sido transferidas al hijo de la Sra. Bian. Se desplomó en el escenario durante una representación de Entendimiento después de la muerte (t 死後明白, s 死后明白, Sǐ Hòu Míngbai) con Li Yifen en julio de 1942 y posteriormente murió.